# Engelse Schans

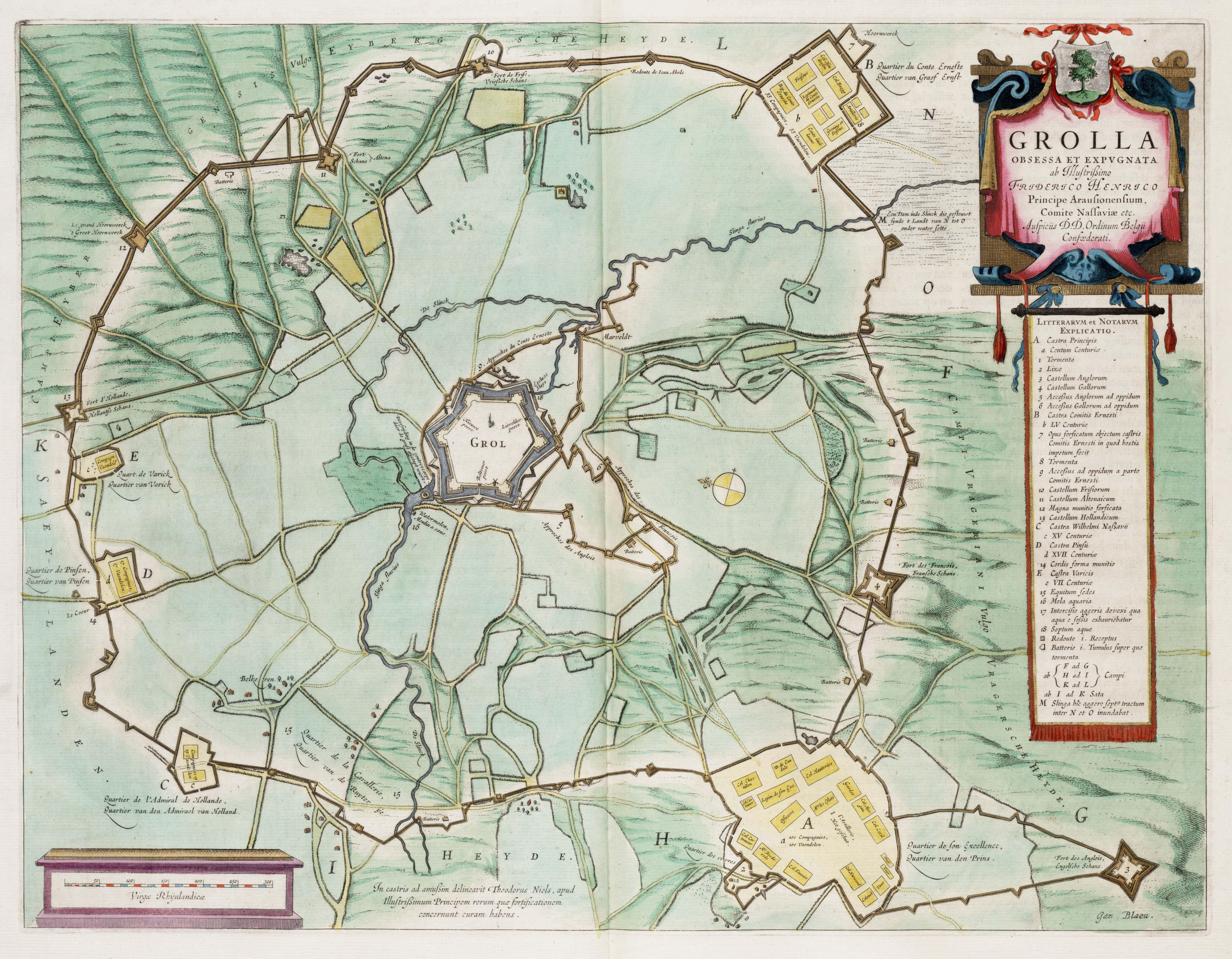
Het Beleg van Grol in 1627, met geheel rechtsonder de stervormige Engelse schans

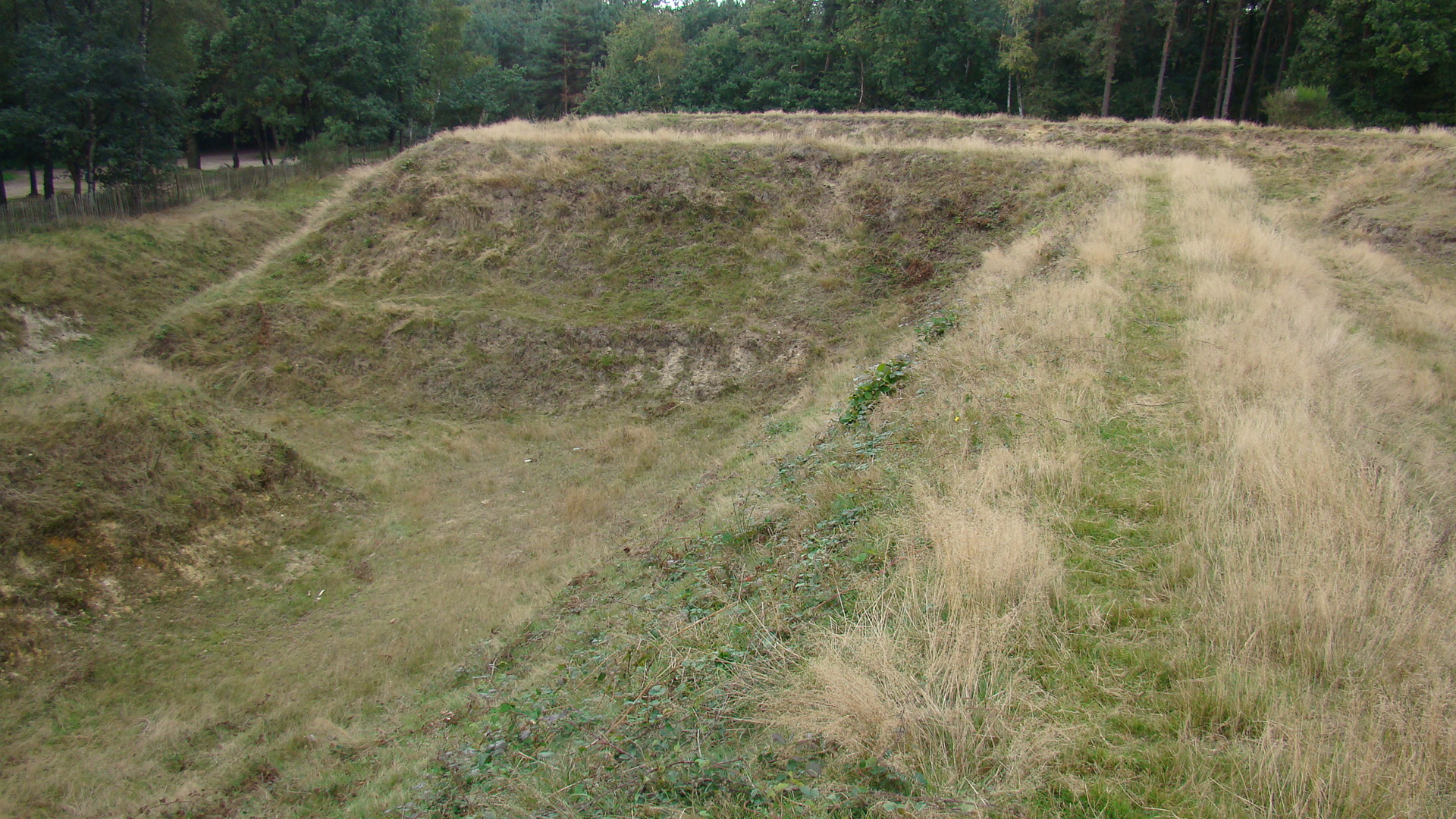
Engelse Schans anno 2008

De Engelse Schans is een schans die gebruikt is door de Engelse troepen tijdens het Beleg van Grol (Groenlo) door prins Frederik Hendrik van Oranje in 1627. Deze schans is door de Engelse huurlingen gebouwd en gebruikt als uitvalsbasis tijdens de belegering van Groenlo. De Engelse schans verschilde van de andere schansen (de Franse, Hollandse en Friese) in het feit dat deze buiten de Grolse circumvallatielinie lag. De functie van de Engelse schans was voornamelijk als verdediging tegen aanvallen van buitenaf op het 'Quartier van de prins': het kampement waar Frederik Hendrik en zijn leger lag, bij het huidige Erve Kots. De andere schansen richtten zich voornamelijk op het graven van approches (zigzaggende loopgraven) richting de stad en beschietingen. Bij de Engelse schans is niet gevochten, de aanvallen van het ontzettingsleger van Hendrik van den Bergh concentreerden zich vooral op het kwartier van Ernst Casimir van Nassau-Dietz.

Ook bij het Beleg van Grol in 1597 door Maurits van Nassau, de latere prins van Oranje, hadden de Engelsen een eigen schans.

## Tegenwoordig
De schans ligt in Lievelde, in de gemeente Oost Gelre en de wallen en grachten van de schans hebben jaren dienstgedaan als springbult voor de motorcross. In 2002 is de schans gerestaureerd en is sindsdien vrijelijk te bezoeken. In 2010 werd naast de schans een uitkijktoren gebouwd.

## Afbeeldingen

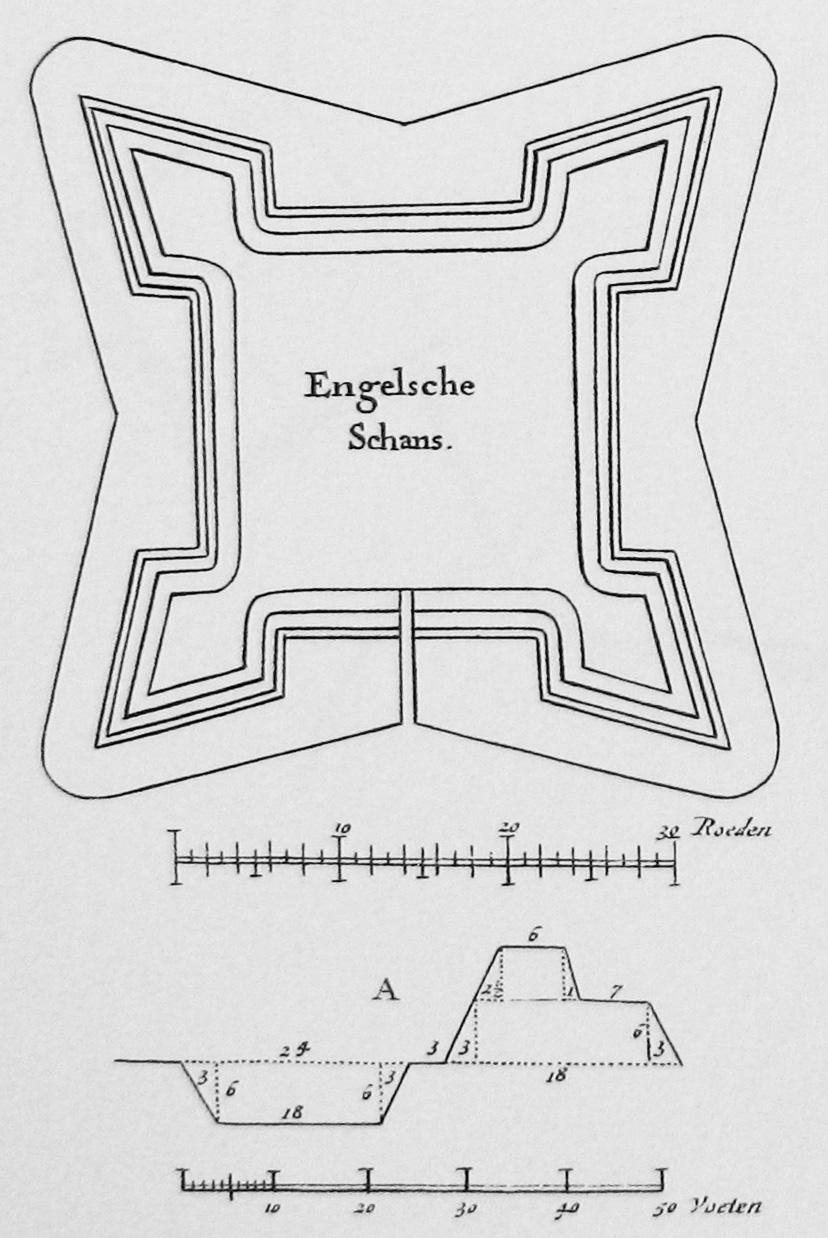
Schematische weergave van de schans uit 1627.
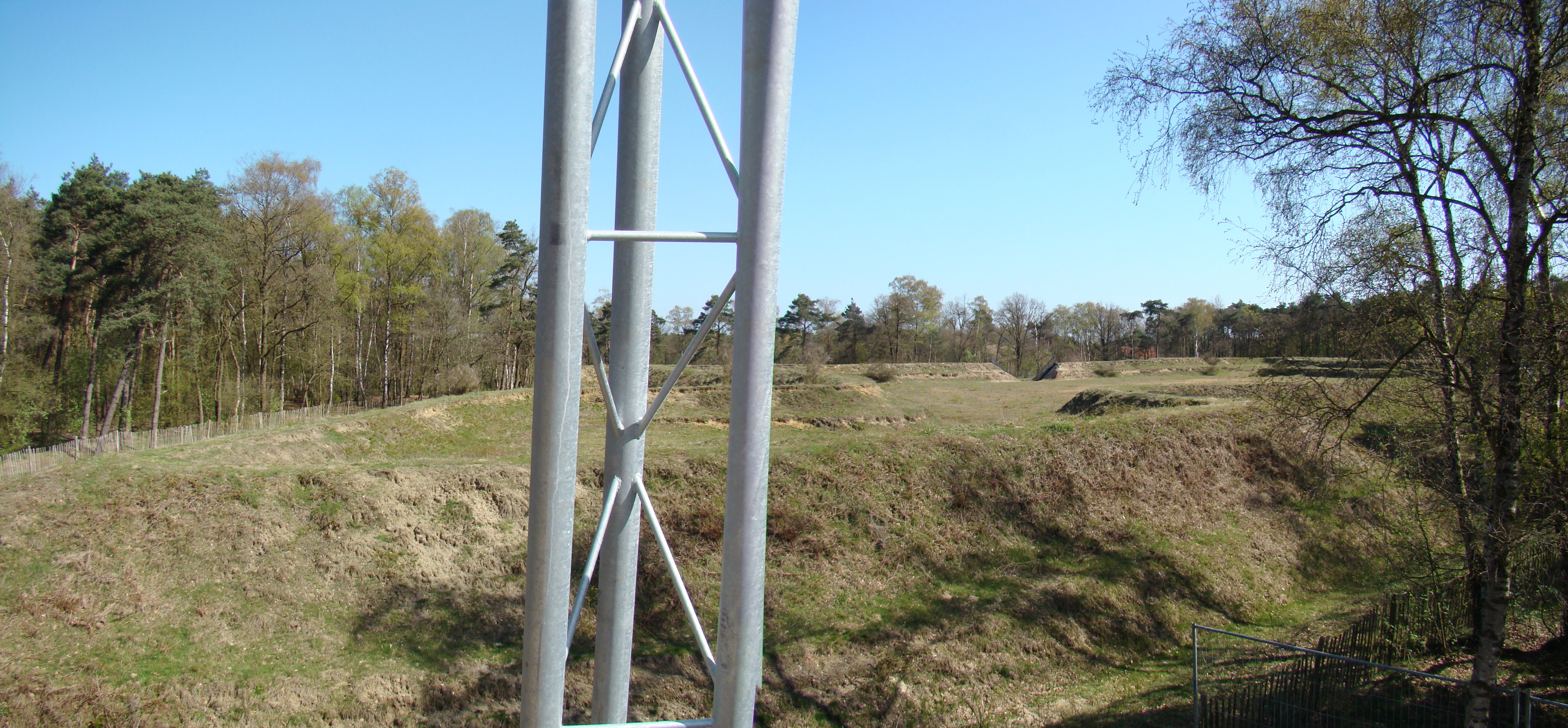
Schans in 2010.
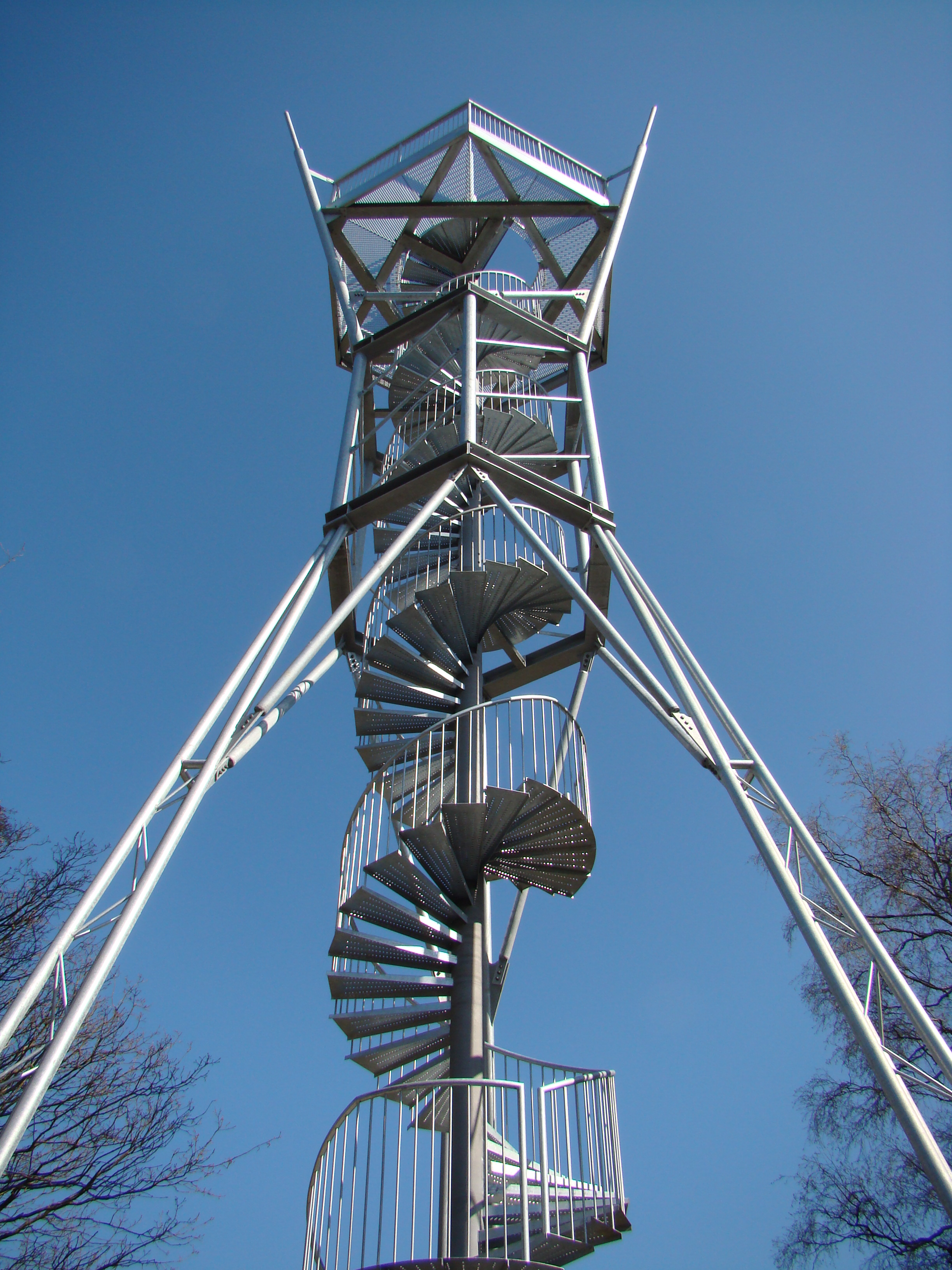
De in 2010 gebouwde uitkijktoren naast de schans